# Vena mesenterica superiore
La vena mesenterica superiore è una vena che drena il sangue dall'intestino tenue (duodeno, digiuno e ileo) e dalla metà destra dell'intestino crasso (cieco, colon ascendente, colon trasverso). Termina dietro il collo del pancreas dove confluisce nella vena porta. La vena mesenterica superiore scorre alla destra dell'arteria mesenterica superiore, la quale origina dall'aorta addominale.

## Decorso e topografia
Le vene intestinali che drenano i visceri intestinali si anastomizzano in parallelo, formando 3 o 4 ordini di arcate che decorrono lungo i due foglietti del mesentere: in seguito da queste altre vene che si congiungeranno al lato sinistro, convesso, della vena mesenterica superiore.cecale, a livello della fossa iliaca destra e a destra dell'arteria mesenterica superiore. Successivamente risale lungo il mesentere, formando una curva a concavità destra.
Durante il suo decorso, passa anteriormente all'uretere destro, alla vena cava inferiore, alla terza porzione del duodeno e la porzione inferiore della testa del pancreas. Dietro al collo del pancreas confluisce con
A livello della testa del pancreas riceve:
- la vena pancreatico-duodenale antero-superiore attraverso il tronco venoso gastro-colico;

A livello del processo uncinato riceve:
- la vena pancreatico-duodenale inferiore attraverso la vena digiunale.

## Patologia
Le trombosi della vena mesenterica superiore sono alquanto rare, ma possono essere causa di ischemie intestinali. Si stima che il 10-15% delle ischemie intestinali abbiano origine da una trombosi della mesenterica.